# Assas (Hérault)
Assas es una localidad y comuna de Francia, situada en el departamento de Hérault y en la región de Occitania.
Sus habitantes se denominan en francés Assadins.

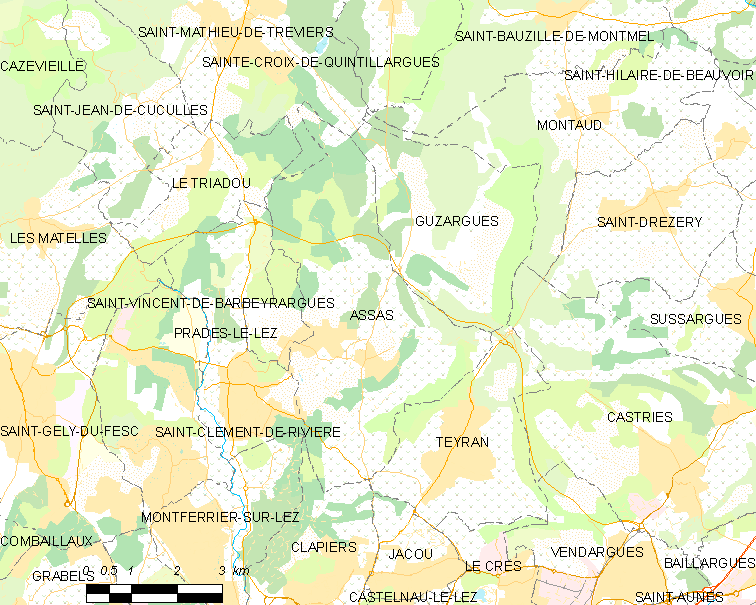
Mapa

## Geografía
Situado a algunos kilómetros al norte de Montpellier, Assas está inmediato a Saint-Vincent-de-Barbeyrargues, Guzargues, Clapiers, Jacou, Castries y Teyran. Lo cruzan numerosos arroyos. La vegetación es muy cambiante: hay zonas de garriga, pero también un bosquecillo con sombras donde en otoño crecen setas. Junto a los arroyos hay bosquecillos con árboles, que en verano aportan sombra y frescor. 
El pueblo de Assas se organiza en torno al castillo, elevado en la cima de una colina. El casco antiguo es pequeño pero coqueto. Las calles son frescas, limpias y están bien mantenidas. 

## Administración
Lista de los alcaldes sucesivos
(marzo de 2001) Jacques Grau

## Demografía
| 352 | 352 | 506 | 815 | 992 | 1305 | 1487 |
| Para los censos de 1962 a 1999 la población legal corresponde a la población sin duplicidades (Fuente: INSEE [Consultar]) |     |     |     |     |      |      |

### Viticultura
El territorio de Assas entra en la denominación Grès de Montpellier, que está incluida en la denominación de origen Coteaux du Languedoc. Hay varias bodegas situadas en la comuna:
- Bodega cooperativa vitícola Les vignerons du Pic, común con Baillargues, Claret y Saint-Gély-du-Fesc
- Domaine de Buzarens, en agricultura biológica
- Domaine de Cassagnole, en agricultura biológica
- Domaine Clavel
- Domaine de La Perrière

## Cultura
- Biblioteca
- Coro de Assas
- Concerts à la chapelle organisés par Los amigos del órgano y de la música de Assas.
- Conciertos en el castillo de Assas (privado).
- Escuela de Música
- Salón artístico cada año, a principios de diciembre.
- Mercadillo todos los años a finales de mayo / principios de junio.

## Monumentos y lugares de interés

### en Assas
- Castillo de Assas, una locura montpelleriana del siglo XVIII, atribuida al arquitecto Jean-Antoine Giral (1700-1787), y edificada en 1759/1760, sobre las ruinas del castillo feudal. Es privado, pero puede visitarse previa cita en las fechas de las Jornadas del Patrimonio. En el castillo se ha conservado un clavecín del siglo XVIII y ha residido en él el clavecinista Scott Ross (1951-1989), que falleció en Assas.
El castillo sirvió de marco para el rodaje de La Belle Noiseuse, película de Jacques Rivette (1991).
- Capilla románica de Saint-Martial del siglo XI o XII, completamente restaurada a comienzos del siglo XXI.

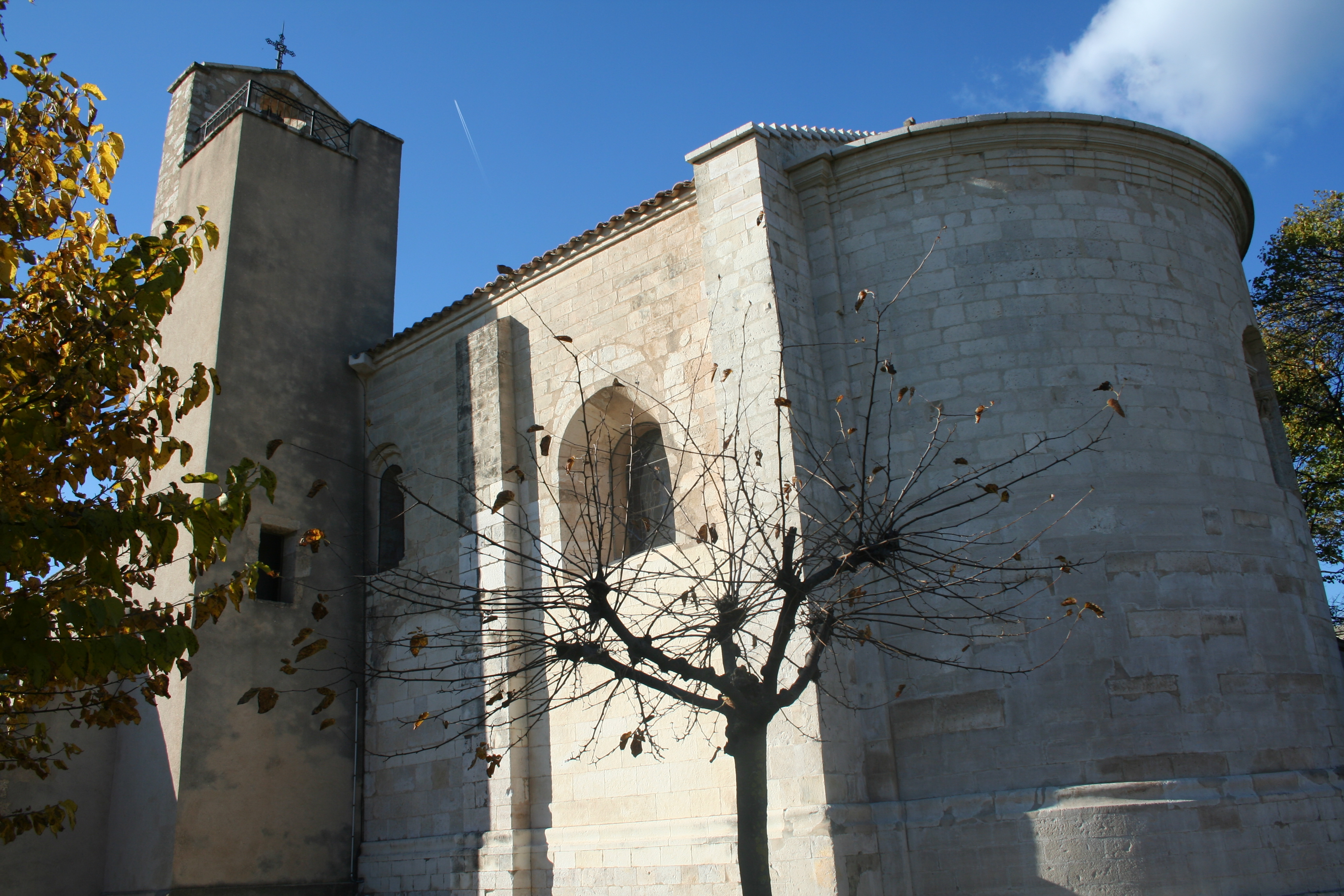
Saint-Martial

- Restos del recinto fortificado de los siglos X o XI y del antiguo castillo feudal.
- El casco histórico del pueblo.

### En las proximidades
- Pic-Saint-Loup
- Montpellier

## Personalidades vinculadas con la comuna
El clavecinista Scott Ross vivió en la comuna y allí fueron esparcidas sus cenizas.[cita requerida]